# Jiggs Whigham

Jiggs Wigham en John Clayton in 1989

Oliver Haydn Whigham III (Cleveland (Ohio), 20 augustus 1943) is een Amerikaans componist, dirigent, muziekpedagoog en jazzmusicus (trombonist). Hij is onder de naam Jiggs Whigham internationaal beter bekénd; de koosnaam Jiggs was hem door zijn grootvader gegeven.

## Levensloop
Whigham werd het eerste keer op 17-jarige leeftijd als eerste trombonist in het door Ray McKinley gedirigeerde Glenn Miller Orchestra bekend. Twee jaren later was hij solotrombonist bij Stan Kenton. Hij speelde ook met Count Basie samen in een Band. Een jaar was hij werkzaam in New Yorkse studio's en bij Broadway Musicals en dann ging hij naar Duitsland om in het jazz-orkest van Kurt Edelhagen bij de Westdeutscher Rundfunk (WDR) in Keulen mee te spelen. In 1966 won hij in Wenen bij de eerste wedstrijd voor Modern Jazz de 1e prijs.
Aan de Hochschule für Musik in Keulen werd hij professor en hoofd van de jazz afdeling. In 1995 werd hij aan de Hochschule für Musik Hanns Eisler Berlin in Berlijn professor en leider van de afdeling lichte muziek. In 2000 en 2001 was hij gastprofessor aan de Indiana University in Bloomington.
Whigham was van 1984 tot 1986 leider van de bigband van de Zwitserse omroep DRS en van 1985 tot 2000 was hij dirigent en artistiek directeur van de Berlijnse Radio Big Band (RIAS Big Band Berlijn). Tegenwoordig is hij dirigent van de Big Band van de British Broadcasting Corporation in Londen en eveneens gastprofessor aan de Guildhall School of Music and Drama in Londen.
Whigham is erelid en hoofdadviseur van de International Trombone Association (ITA) en eveneens erelid op leeftijd van de Internationaale Verenigung van jazz-leraren.

## Composities

### Werken voor jazzband
- Absolutely Knot
- Bodge
- Chant
- Hope
- Owa Tagu Siam

### Kamermuziek
- Dum de Dum, voor trombone en gitaar
- Mood Indigo, voor trombone en gitaar
- She's Still Out There, voor trombone en gitaar
- You Made Me Love You, voor trombone en gitaar

### Pedagogische Werken
- Jiggs Whigham: Jazz-Posaune (Jazz-Trombone) - Concepts, ideas and examples, Edition Schott, Mainz, ISBN 1 90245549 5